# Ловер-Гранд-Лагун (Флорида)
Ловер-Гранд-Лагун (англ. Lower Grand Lagoon) — переписна місцевість (CDP) в США, в окрузі Бей штату Флорида. Населення — 4398 осіб (2020).

## Географія
Ловер-Гранд-Лагун розташований за координатами 30°8′35″ пн. ш. 85°45′8″ зх. д. / 30.14306° пн. ш. 85.75222° зх. д. (30.143134, -85.752221).  За даними Бюро перепису населення США в 2010 році переписна місцевість мала площу 6,97 км², з яких 5,46 км² — суходіл та 1,51 км² — водойми.

## Демографія
Згідно з переписом 2010 року, у переписній місцевості мешкала 3881 особа в 1931 домогосподарстві у складі 947 родин. Густота населення становила 557 осіб/км².  Було 6325 помешкань (908/км²).
Расовий склад населення:
| - 92,0 % — білих - 1,5 % — чорних або афроамериканців - 1,0 % — корінних американців - 0,9 % — азіатів - 0,1 % — вихідців з тихоокеанських островів - 1,1 % — осіб інших рас |

До двох чи більше рас належало 3,5 %. Частка іспаномовних становила 6,2 % від усіх жителів.
За віковим діапазоном населення розподілялося таким чином: 13,8 % — особи молодші 18 років, 70,1 % — особи у віці 18—64 років, 16,1 % — особи у віці 65 років та старші. Медіана віку мешканця становила 42,2 року. На 100 осіб жіночої статі у переписній місцевості припадало 106,3 чоловіків;  на 100 жінок у віці від 18 років та старших — 105,6 чоловіків також старших 18 років.
Середній дохід на одне домашнє господарство  становив 52 324 долари США (медіана — 40 950), а середній дохід на одну сім'ю — 72 200 доларів (медіана — 56 750). Медіана доходів становила 29 009 доларів для чоловіків та 40 081 долар для жінок. За межею бідності перебувало 17,0 % осіб, у тому числі 28,4 % дітей у віці до 18 років та 12,2 % осіб у віці 65 років та старших.
Цивільне працевлаштоване населення становило 1991 особа. Основні галузі зайнятості: мистецтво, розваги та відпочинок — 38,1 %, науковці, спеціалісти, менеджери — 10,7 %, роздрібна торгівля — 10,3 %.